# Lee Young-ja (comediante)
Lee Yoo-mi (em coreano: 이유미; nascida em 15 de agosto de 1967), mais conhecida por seu nome artístico Lee Young-ja (em coreano: 이영자) é uma comediante e apresentadora de televisão sul-coreana. Ela assinou contrato com a iOK Company como sua agência.

## Carreira
Lee fez sua estreia na indústria de entretenimento sul-coreana em 1991, após vencer com sucesso a competição de comédia da MBC.

## Vida pessoal
Em 2010, Lee se tornou uma embaixadora da Organização Mundial de Ajuda a Desastres depois de ir ao Haiti em seu talk show, "Live Talk Show Taxi", e ser voluntária durante o terremoto de 2010 no Haiti.

## Filmografia

### Programas de variedades
| Ano          | Título                                                      | Rede  | Função                                        | Notas                                           |
| ------------ | ----------------------------------------------------------- | ----- | --------------------------------------------- | ----------------------------------------------- |
| 1991         | Youth March                                                 | MBC   | Membro do elenco                              |                                                 |
| 1992         | If You Laugh, Blessings Will Come Your Way                  | MBC   | Membro do elenco                              |                                                 |
| 1992         | Today is a Good Day                                         | MBC   | Membro do elenco                              |                                                 |
| 1992–1993    | Sunday Night                                                | MBC   | Membro do elenco                              | 영자의방, 댄싱 히어로, 일요매거진, 일요스타앨범 |
| 1993         | 특종 TV연예                                                 | KBS   | Com Kim Won-jun e Choi Jin-young              |                                                 |
| 1994         | Good Saturday                                               | SBS   | Apresentadora                                 |                                                 |
| 1994         | Star and Tonight (스타와 이밤을)                            | SBS   |                                               |                                                 |
| 1995         | Super Sunday                                                | KBS2  | Apresentadora                                 | 톱스타 인생극장, 금촌댁네 사람들                |
| 1996         | My Father (친정아버지)                                      | SBS   |                                               |                                                 |
| 1996         | Moonlight Sonata (달빛 소나타)                              | SBS   |                                               |                                                 |
| 1999         | Super TV Sunday is Fun                                      | KBS2  | Apresentadora                                 |                                                 |
| 1999         | Family Entertainment                                        | KBS2  | Concorrente com Jung Hye-sun e Hong Jin-kyung | Episódio 745                                    |
| 2005         | Find a Happy World                                          | KBS1  | Apresentadora                                 |                                                 |
| 2007         | Squeeze                                                     | MBC   | Apresentadora                                 | Temporada 1                                     |
| 2007–2012    | Live Talk Show Taxi                                         | tvN   | Apresentadora                                 |                                                 |
| 2008         | People Looking for a Laugh                                  | SBS   | Membro do elenco                              |                                                 |
| 2010–2019    | Hello Counselor                                             | KBS2  | Co-apresentadora com Shin Dong-yeop e Cultwo  |                                                 |
| 2012         | Invincible Youth 2                                          | KBS2  | Apresentadora                                 |                                                 |
| 2012         | Blind Test 180°                                             | MBC   | Competidora                                   | Chuseok especial                                |
| 2012–2013    | 100 Dancing Golden Microphones (춤추는 100인의 황금 마이크) | MBC   | Apresentadora                                 |                                                 |
| 2013–2014    | Mamma Mia                                                   | KBS2  | Apresentadora                                 |                                                 |
| 2014–2015    | Good Eating, Good Living - Did You Eat?                     | SBS   | Apresentadora                                 |                                                 |
| 2014–2017    | Live Talk Show Taxi                                         | tvN   | Apresentadora                                 |                                                 |
| 2015         | Golden Wagon                                                | CBC   | Apresentadora                                 |                                                 |
| 2015         | Serial Shopping Family                                      | JTBC  | Apresentadora                                 |                                                 |
| 2016         | Eating Show Star (먹스타 총출동)                            | SBS   | Apresentadora                                 |                                                 |
| 2018–present | Omniscient Interfering View                                 | MBC   | Membro do elenco                              |                                                 |
| 2018–present | Food Bless You                                              | Olive | Membro do elenco                              |                                                 |
| 2018–present | Lanlife                                                     | JTBC  | Apresentadora                                 |                                                 |
| 2019–present | Stars' Top Recipe at Fun-Staurant                           | KBS2  | Membro do elenco                              |                                                 |

### Séries de televisão
| Ano  | Título                        | Rede | Função                     | Notas                                                                       |
| ---- | ----------------------------- | ---- | -------------------------- | --------------------------------------------------------------------------- |
| 1995 | Jazz (South Korean TV series) | SBS  |                            |                                                                             |
| 1998 | Will Make You Happy           | KBS2 | Lee Young-ja               |                                                                             |
| 2006 | Love Truly                    | MBC  | Song Eon-joo (cook, 39y/o) | Personagem coadjuvante                                                      |
| 2008 | Last Scandal                  | MBC  | Mãe de Min-joo             | Personagem coadjuvante                                                      |
| 2015 | The Producers                 | KBS2 | Ela própria                | Aparição especial /breve aparição no episódio 3 com Shin Dong-yeop e Cultwo |
| 2017 | The Package                   | JTBC | Mulher no aeroporto        | Breve aparição                                                              |

### Filmes
| Ano  | Título          | Função      | Notas                  |
| ---- | --------------- | ----------- | ---------------------- |
| 1992 | 영자야 울지마라 |             |                        |
| 1992 | 알라뷰 영자     |             |                        |
| 1999 | Ghost in Love   | Divindade   |                        |
| 2004 | Don't Tell Papa | Gong Sun-mi | Personagem coadjuvante |

## Prêmios e indicações
| Ano  | Prêmio                               | Categoria                                        | Trabalho nomeado                           | Resultado | Ref.          |
| ---- | ------------------------------------ | ------------------------------------------------ | ------------------------------------------ | --------- | ------------- |
| 1993 | 29th Baeksang Arts Awards            | Best Variety Performer - Female                  |                                            | Venceu    | [ 22 ]        |
| 1996 | 23rd Korean Broadcasting Awards      | Comedian Award                                   |                                            | Venceu    | [ 22 ]        |
| 1996 | 3rd Korean Entertainment Arts Awards | Comedian Award                                   |                                            | Venceu    | [ 22 ]        |
| 2010 | SBS Entertainment Awards             | SBS 20th Anniversary Entertainment 10 Star Award |                                            | Venceu    | [ 23 ]        |
| 2011 | 10th KBS Entertainment Awards        | Top Excellence Award (Variety)                   |                                            | Venceu    | [ 24 ]        |
| 2012 | 11th KBS Entertainment Awards        | Top Excellence Award (Variety)                   | Hello Counselor, Invincible Youth Season 2 | Venceu    | [ 25 ]        |
| 2014 | Asia Rainbow TV Awards               | Best Entertainment Hostess                       | Hello Counselor                            | Venceu    | [ 26 ]        |
| 2015 | 51st Baeksang Arts Awards            | Best Variety Performer - Female                  | Hello Counselor                            | Indicado  |               |
| 2016 | tvN10 Awards                         | Perfect Attendance Award in Variety              | Live Talk Show Taxi                        | Venceu    | [ 27 ] [ 28 ] |
| 2016 | tvN10 Awards                         | Best MC                                          | Live Talk Show Taxi                        | Indicado  | [ 27 ] [ 28 ] |
| 2016 | 15th KBS Entertainment Awards        | Top Excellence Award (Talk Show)                 | Hello Counselor                            | Indicado  | [ 29 ]        |
| 2018 | 16th KBS Entertainment Awards        | Grand Prize (Daesang)                            | Hello Counselor                            | Venceu    | [ 30 ]        |
| 2018 | 18th MBC Entertainment Awards        | Grand Prize (Daesang)                            | Omniscient Interfering View                | Venceu    | [ 31 ]        |
| 2018 | 18th MBC Entertainment Awards        | Entertainer of the Year Award                    | Omniscient Interfering View                | Venceu    | [ 31 ]        |
| 2018 | 18th MBC Entertainment Awards        | Best Couple Award (with manager Song Sung-ho)    | Omniscient Interfering View                | Indicado  | [ 31 ]        |
| 2019 | 55th Baeksang Arts Awards            | Best Variety Performer – Female                  | Omniscient Interfering View                | Venceu    | [ 32 ]        |
| 2019 | 17th KBS Entertainment Awards        | Best Couple Award with Lee Kyung-kyu             | Stars' Top Recipe at Fun-Staurant          | Venceu    | [ 33 ]        |
| 2019 | 19th KBS Entertainment Awards        | Grand Prize (Daesang)                            | Omniscient Interfering View                | Venceu    | [ 34 ]        |
| 2019 | 19th KBS Entertainment Awards        | Entertainer of the Year                          | Omniscient Interfering View                | Venceu    | [ 34 ]        |
| 2020 | 18th KBS Entertainment Awards        | Producers' Special Award                         | Stars' Top Recipe at Fun-Staurant          | Venceu    | [ 35 ]        |
| 2020 | 18th KBS Entertainment Awards        | Top Excellence Award in Reality Category         | Stars' Top Recipe at Fun-Staurant          | Indicado  |               |
| 2020 | 20th MBC Entertainment Awards        | Grand Prize (Daesang)                            | Omniscient Interfering View                | Indicado  | [ 36 ]        |
| 2020 | 20th MBC Entertainment Awards        | Best Couple Award with Jun Hyun-moo              | Omniscient Interfering View                | Indicado  |               |